# Gobernación de Erbil

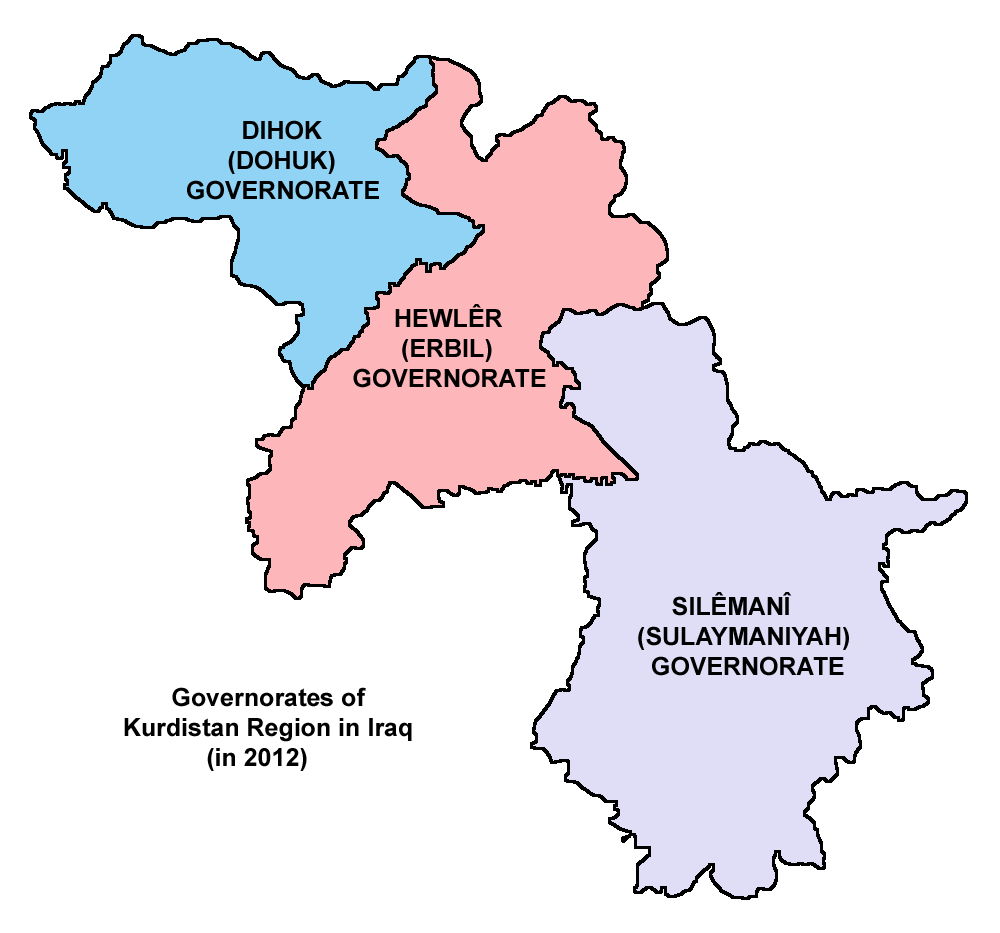

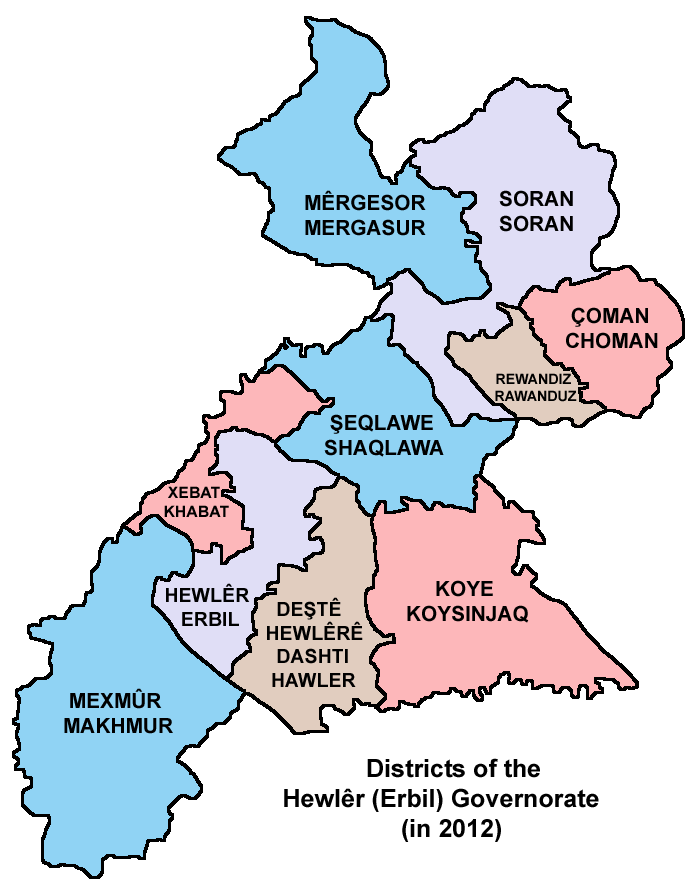

Erbil (Hewlêr, أربيل ’Ārbīl), en kurdo Hewlêr, también transliterada como Irbil o Arbil, es una de las dieciocho gobernaciones que conforman la República de Irak. Su capital es la homónima Erbil. Ubicada al norte del país, limita al norte con Turquía, al este con Irán, al sureste con Solimania, al sur con Kirkuk, al suroeste con Saladino y al oeste con Nínive. 
Ocupa una extensión de 14 428 km², se calcula que tiene una población aproximada de 1 134 300 habs. (2001). Está habitada sobre todo por kurdos, aunque también por una considerable minoría árabe y turcomana. Desde 1974 forma parte de la Región Autónoma Kurdistán. 
La economía de la región se basa en la agricultura y en cierta producción petrolífera. Fue muy afectada por el conflicto entre Saddam Hussein y los kurdos iraquíes, aunque el contrabando para burlar las sanciones impuestas por las Naciones Unidas ha permitido sobrevivir e incluso prosperar a muchos habitantes locales.
Desde agosto de 2004 una división surcoreana de unos 3000 soldados está desplegada en la provincia para mantener la paz y cooperar en su reconstrucción.
Arbil se encuentra en el centro de la antigua Asiria. Hubo un reino asirio en Erbil/Hewlêr, llamado reino de Adiabene (ܚܕܝܐܒ) hace unos 2000 años.
Es parte del Kurdistán Iraquí junto con Dahuk y Suleimaniya.